# Paco Romero
Francesco "Paco" Romero (* 7. Dezember 1952 in Marbella) ist ein ehemaliger spanischer Automobilrennfahrer.

## Karriere
Paco Romero gewann in seiner Karriere zweimal, 1984 und 1985, die Spanische Tourenwagen-Meisterschaft. 1986 war er für das Team von John Fitzpatrick beim 24-Stunden-Rennen von Le Mans am Start und beendete das Rennen als Gesamtzehnter.

## Statistik

### Le-Mans-Ergebnisse
| Jahr | Team                    | Fahrzeug     | Teamkollege     | Teamkollege   | Platzierung | Ausfallgrund |
| ---- | ----------------------- | ------------ | --------------- | ------------- | ----------- | ------------ |
| 1986 | John Fitzpatrick Racing | Porsche 962C | Philippe Alliot | Michel Trollé | Rang 10     |              |

### Einzelergebnisse in der Sportwagen-Weltmeisterschaft
| Saison | Team                    | Rennwagen   | 1   | 2   | 3   | 4   | 5   | 6   | 7   | 8   | 9   | 10  |
| ------ | ----------------------- | ----------- | --- | --- | --- | --- | --- | --- | --- | --- | --- | --- |
| 1986   | John Fitzpatrick Racing | Porsche 962 | MON | SIL | LEM | NÜN | BRH | JER | NÜR | SPA | FUJ |     |
| 1986   | John Fitzpatrick Racing | Porsche 962 |     |     | 10  |     |     | DNF |     |     |     |     |
| 1987   | Kremer Racing           | Porsche 962 | JAR | JER | MON | SIL | LEM | NÜN | BRH | NÜR | SPA | FUJ |
| 1987   | Kremer Racing           | Porsche 962 | 10  | 8   |     |     |     |     |     |     |     |     |